# سن فیدل (نیو مکزیکو)
سن فیدل (به انگلیسی: San Fidel) یک منطقهٔ مسکونی در ایالات متحده آمریکا است که در شهرستان سیبولا، نیومکزیکو واقع شده‌است. سن فیدل ۱۳۸ نفر جمعیت دارد و ۱٬۸۸۱٫۸۶ متر بالاتر از سطح دریا واقع شده‌است.